# São Geraldo
São Geraldo là một đô thị thuộc bang Minas Gerais, Brasil. Đô thị này có diện tích 187,387 km², dân số năm 2007 là 9171 người, mật độ 40,6 người/km².